# Saharski jezici
Saharski jezici, jedna od glavnih skupina nilsko-saharskih jezika kojima govori nekoliko plemena u pustinjskim područjima Sahare u Nigeru, Nigeriji i Čadu i dva predstavnika u Sudanu. Obuhvaća (9) jezika (jedan je izumro) koji se dalje granaju na istočnosaharske i zapadnosaharske jezike:
a) istočni (2) Sudan: berti (†), zaghawa.
b) zapadni (7): 
b1. Kanuri (5): kanuri (4 jezika: bilma kanurski, manga kanurski, centralni kanurski i tumari kanurski. Ova plemena poznata su kao Kanuri), kanembu.
b2. Tebu (2): dazaga pleme Daza; tedaga pleme Teda. Ova plemena kolektivno se nazivaju Tebu.

## Vanjske poveznice
- Ethnologue (14th)
- Ethnologue (15th)